# 2018年日本賽馬
2018年日本賽馬（日語：2018年の日本競馬），是2018年（平成30年）日本賽馬界發生的重大事件及各項賽事的記錄。

## 重大事件概要

### 中央競馬

#### 
於本年度經典戰線中，「杏目」表現異常優秀，其先於混合賽新山紀念中擊敗一眾雄馬，奪得首個分級賽冠軍。其後以橫掃的姿態接連攻下櫻花賞、優駿牝馬（日本橡樹大賽）及秋華賞，成為日本史上第五匹三冠雌馬，亦是平成時代最後一匹。完成三冠後，其向日本盃進發挑戰年長馬匹，結果以打破草地2400米賽道世界記錄的2分20.6秒時間衝線，達成年間四冠的成就。

#### 分級賽主要變更
鬱金香賞升格為二級賽。優駿牝馬（日本橡樹大賽）及東京優駿（日本打吡）的相關賽事之優先出賽權變更。新西蘭盃成為NHK一哩賽前哨戰。金鯱賞由星期六改為星期日舉行，中山牝馬錦標則相反。

### 地方競馬

#### 禁藥事件高頻率發生
本年度於地方競馬的禁藥使用現象仍然存在，而且對比往年有嚴重的趨勢（詳情參見2013年日本賽馬#違禁用藥接連發生、2014年日本賽馬#違禁用藥仍然存在、2015年日本賽馬#禁藥風波繼續燃燒、2016年日本賽馬#禁藥風波連續4年發生及2017年日本賽馬#違禁用藥繼續出現）。本年度之禁藥事件主要集中於岩手縣競馬組合的盛岡競馬場及水澤競馬場發生，而且馬匹的所用藥均為肌肉增強劑寶丹酮。對於相關事件，岩手縣競馬組合的處理手法大同小異，均為先取消涉事賽駒資格及處罰練馬師，再向岩手警縣盛岡警察署或奧州警察署備案。

## 時間表

### 1月-3月
- 1月3日 - 最後一匹現役的「週日寧靜」子嗣「Bullet Liner」退役[1][2]。
- 1月5日 - 2014年日本育馬場盃短途賽冠軍「華倫之夢」、2016年女皇伊利沙伯二世盃冠軍「皇后寶戒」、上年度安田紀念冠軍「神燈光照」及四勝分級賽的「薑味烈酒」退役[3][4][5][6][7]。同日，隸屬門別競馬場的騎師水野翔轉籍笠松競馬場。
- 1月6日 - 練馬師角居勝彥因需要繼承家族的天理教教會而退役，但會繼續從事賽馬業相關工作[8]。同日，騎師福永祐一出戰中山競馬場第9場賽事，達成第16000場策騎，亦為第9位達成此數字的騎師。
- 1月8日 - 七勝一級賽的「北部玄駒」退役[9]。同日，騎師戶崎圭太策騎「杏目」勝出新山紀念，戶崎及馬主Silk Racing Co. Ltd.均繼中山金盃的「Seda Brillantes」及妖精錦標的「大場面」後於本週取得第三場分級賽勝利，亦為日本首次出現這種情況。
- 1月10日 - 十一勝泥地一級賽的「小林歷奇」、2016年天狼星錦標冠軍「Mask Zorro」及兩勝三級賽的「艾百碼頭」退役，2016年榆樹錦標冠軍「Riccardo」轉籍地方[10][11]。
- 1月11日 - 2013年如月賞冠軍「玉藻至尊」退役。
- 1月13日 - 日本中央競馬會因大雪取消京都競馬場的早盤投注[12][13]。同日，騎師太宰啟介出戰淀短距離錦標，達成第10000場出賽，亦為第33位達成此數字的騎師[14]。
- 1月20日 - 騎師橫山典弘出戰中山競馬場第12場賽事，達成第19000場次出賽，亦為第5為達成此數字的騎師[15]。
- 1月22日 - 大井競馬場因大雪取消第11及12場賽事[16]。
- 1月23日 - 大井競馬場因積雪造成的跑道惡化而取消賽事[17]。
- 1月24日 - 大井競馬場繼續因以上原因取消第1至3場的賽事。2016年三月錦標冠軍「Shonan Apollon」退役[18]。
- 1月25日 - 上年度日本育馬場盃雌馬經典賽冠軍「Lalabel」退役。同日，練馬師服部健一退役。
- 1月26日 - 日本中央競馬會因大雪取消京都競馬場的夜間早盤投注[19]。
- 1月31日 - 2015年優駿牝馬（日本橡樹大賽）及秋華賞冠軍「覓奇妃」退役[20]。同日，騎師鈴木麻優掛鞭[21][22]。
- 2月2日 - 2015年獵鷹錦標冠軍「Tagano Azaghal」退役。
- 2月3日 - 2011年兵庫青年大獎賽冠軍「Going Power」退役[23]。東京競馬場因積雪取消第4場賽事，亦推遲第1至3場賽事的舉行時間[24]。
- 2月6日 - 練馬師中川一男退役。
- 2月9日 - 騎師江川伸幸掛鞭，將成為地方競馬全國協會職員[25]。
- 2月11日 - 日本中央競馬會因大雪取消小倉競馬場的早盤夜間發售[26]。
- 2月12日 - 小倉競馬場因積雪推遲賽事至2月13日舉行。
- 2月13日 - 小倉競馬場因積雪推遲賽事的舉行時間。
- 2月16日 - 2015年女皇賞冠軍「Dear My Darling」退役。
- 2月17日 - 場外投注所「Aiba中津標」因惡劣天氣取消第9場及以後的賽事投注。
- 2月18日 - 活躍於地方分級賽的「Modern Woman」因為腳部不適退役[27]。
- 2月19日 - 騎師桑野等掛鞭。
- 2月21日 - 上年度阪急盃季軍「永良獵戶」轉籍地方。
- 2月22日 - 本日大井競馬場的「三三重」僅得5注押中，1億5056萬3390日圓派彩打破記錄。
- 2月23日 - 2014年兵庫冠軍錦標冠軍「站前良馬」退役[28]。
- 2月28日 - 12名練馬師池上昌弘、尾形充弘、小島太、二本柳俊一、和田正道、岩元市三、加藤敬二、佐藤正雄、福島信晴、目野哲也、二之宮敬宇及柴田光陽退役[29]。同日、四勝分級賽的「解密精英」退役[30]。
- 3月2日 - 四勝分級賽的「達標」退役。
- 3月10日 - 於澳洲學師中的騎師坂井瑠星勝出潘農馬場第1場賽事，達成個人首場海外勝利，其後於第4場賽事亦成功勝出[31]。
- 3月11日 - 騎師和田龍二勝出阪神競馬場第2場賽事，達成第16000場出賽，亦為第10位達成此數字的騎師[32]。同日、「Liberty Heights」勝出雌馬預賽，「夏威夷王」子嗣達成第100場中央分級賽頭馬，亦為第4匹達成此成就的種馬，其子嗣更成功連續11年取得分級賽勝利[33]。
- 3月15日 - 兩勝二級賽的「有型露比」退役。同日，地方競馬全國協會公佈騎師續牌考試結果，騎師中野省吾因於過去1年內犯規次數過多而不合格，牌照將於3月31日失效。
- 3月16日 - 兩勝三級賽的「至大光城」退役[34]。
- 3月19日 - 地方競馬全國協會宣佈，2019年的日本育馬場盃系系列賽事將於浦和競馬場舉行。
- 3月22日 - 隸屬船橋競馬場的騎師林謙佑轉籍高知。
- 3月24日 - 2015年京成盃冠軍「Beruf」退役。
- 3月27日 - 騎師的場文男出戰大井競馬場第5場賽事，達成第40202次出賽，打破地方競馬最多出賽數記錄。
- 3月28日 - 練馬師服部克雄退役。
- 3月30日 - 日本中央競馬會表示於3月24日出賽的1匹賽駒身上檢查出消炎劑地塞米松，為確保安全服用此藥的賽駒於一段時間後才可出賽，因而對練馬師中內田充正以疏忽管理為由罰款30萬日圓。
- 3月31日 - 5名騎師木幡初廣、二本柳壯、林幻、吉井龍一及木村健掛鞭，木幡及二本柳將會成為訓練助手，其餘3位則成為練馬師，練馬師深野壘退役[35][36]。

### 4月-6月
- 4月7日 - 上年度新潟跳欄錦標冠軍「Good Sky」及兩勝分級賽的「光亮利驥」退役[37]。
- 4月8日 - 騎師武豐策騎「Mau Lea」出戰櫻花賞，達成第21000場出賽，亦為首位達成此數字的騎師[38]。
- 4月11日 - 兩勝分級賽的「挪威少艾」退役。同日，千葉縣競馬組合就騎師酒井忍及藤江涉於4月10日未有乘坐賽會提供的車輛離開一事展開聆訊，最終分別判處停賽6個及4個賽馬日，而為包庇兩騎師作出虛假説明的騎師町田直希則被警告。
- 4月12日 - 2015年挑戰盃冠軍「憑運氣」退役。
- 4月16日 - 騎師井上敏樹不滿裁決委員會對其於福島競馬場第8場賽事之座騎出現斜行而作出判罰的決定，因而向裁決委員會提出上訴，但於4月18日隨即撤回上訴[39]。
- 4月18日 - 門別競馬場因濃霧取消第8場及以後的賽事。同日，中央最高齡現役馬「Saimon Tornare」退役[40]。
- 4月19日 - 兩勝跳欄二級賽的「Sanrei Duke」退役。
- 4月21日 - 騎師秋山真一郎策騎「雪姬」勝出福島牝馬錦標，於中央10個競馬場均勝出過分級賽，亦為第5位達成此成就的騎師。
- 4月22日 - 「東海王后」勝出京都競馬場第8賽事，「大震撼」子嗣達成第1600場頭馬，為第5匹達成此成就的種馬，更為最快的達成者。
- 4月26日 - 2016年百花盃冠軍「Angel Face」及2014年新西蘭盃冠軍「湘南佳績」退役[41]。
- 4月28日 - 上年度京成盃秋季讓賽冠軍「Grand Silk」退役[42]。
- 5月3日 - 2013年金鯱賞冠軍「機伶迷宮」退役[43]。
- 5月9日 - 2016年北海道兩歲優駿冠軍「誘人魔力」轉籍地方。
- 5月17日 - 殿堂馬「好歌劇」於放草時出現心臟麻痹死亡。
- 5月18日 - 兩勝三級賽的「Strong Souther」轉籍地方。
- 5月19日 - 兩勝三級賽的「激光子彈」退役[44]。同日，「Satono Titan」勝出是政特別，「吉兆」子嗣達成第1000場頭馬，亦為第19匹達成此成就的種馬[45]。
- 5月20日 - 新潟競馬場第3場賽事出現爆冷，「二重彩」的5984.9倍賠率打破新潟記錄[46]。
- 5月25日 - 三勝三級賽的「栗子星」退役。
- 5月26日 - 東京競馬場第1場賽事中，第十六人氣的賽駒跑獲第三，「位置」的1073.0倍賠率打破東京記錄[47]。同日，北村宏司出戰富嶽賞，達成第14000場出賽，亦為第16位達成此數字的日本騎師[48]。另外，由於殿堂馬「好歌劇」之死亡，日本中央競馬會決定將本日舉行的櫸錦標及葵葉錦標加上「好歌劇追悼競走」的副標題。
- 5月27日 - 「天域皇宮」勝出紫色賞，「夏威夷王」子嗣達成第1700場頭馬，為第4匹達成此成就的種馬[49]。同日，東京優駿（日本打吡）出現小爆冷，「單T」及「三重彩」52160.0倍及285630.0倍賠率均打破打吡記錄。
- 5月28日 - 1名隸屬栗東訓練中心的48歲男性策騎員因為強行為2匹賽駒套上口籠及將淋上不明液體而被滋賀縣警草津警察署以涉嫌妨礙業務逮捕，2匹賽駒經過檢查過後未有大礙。
- 6月1日 - 2016年京王盃兩歲錦標冠軍「名聞遐邇」退役。同日，石川縣競馬事業局收到媒體的報導指其所屬的騎師及練馬師有不正當行為，詢問所有成員後確認報導為謠言。
- 6月5日 - 於此前因未能通過騎師續牌考試的中野省吾獲得澳門賽馬會發牌。
- 6月6日 - 本年度春季天皇賞冠軍「七色線」因右前腳肌腱及韌帶同時斷裂而退役，上年度函館兩歲錦標冠軍「Cassius」轉籍澳洲[50]。同日，騎師下村瑠衣宣佈將於7月1日掛鞭。
- 6月7日 - 神奈川縣川崎競馬組合宣佈將於6月11日開始轉播新西蘭的賽事及接受投注，為繼上年度12月宣佈轉播澳洲賽事後再將其他國家納入計劃。
- 6月8日 - 練馬師宮本康退役[51]。
- 6月12日 - 「龍王」獲選為殿堂馬。
- 6月14日 - 2016年新潟紀念冠軍「A Day in the Life」退役[52]。。
- 6月17日 - 騎師藤田菜七子勝出東京競馬場第3場賽事，達成第31場次頭馬，成功達到可以出賽一級賽的條件，亦為首位達到此條件的女騎師。
- 6月20日 - 2014年朝日盃未來錦標冠軍「野田金駒」退役。同日，騎師大下智掛鞭，將成為訓練助手。
- 6月21日 - 園田競馬場第7場賽事出現爆冷，「三重彩」的105357.7倍賠率打破兵庫記錄。
- 6月23日 - 騎師林滿明策騎「Aster Samson」出戰東京跳欄錦標，達成第2000場跳欄賽出賽，亦為首位達成此數字的騎師，同時林於賽後亦宣佈將於年間退役[53]。
- 6月24日 - 騎師和田龍二策騎「覓奇火箭」勝出寶塚紀念，繼2001年策騎「好歌劇」勝出春季天皇賞後時隔17年再度取得一級賽冠軍。同日，騎師武豐策騎「賽黃晶」出戰同一場賽事，達成第500場一級賽出賽，亦為首位達成此數字的騎師。
- 6月25日 - 日本中央競馬會於大阪府大阪市內舉行例行會議，宣佈將於來年夏季賽事舉行期間改革班賽制度，將條件戰轉換為捷馬戰，500萬獎金以下條件戰為一捷馬戰、1000萬獎金以下條件戰為兩捷馬戰、1600萬獎金以下條件戰為三捷馬戰。
- 6月27日 - 2017年堅蘭盃冠軍「Epoisses」退役。
- 6月28日 - 本年度京都跳欄賽冠軍「Aster Samson」退役。
- 6月30日 - 水澤競馬場因暴雨導致的跑道狀態惡化而取消第7場及之後的賽事[54]。

### 7月-9月
- 7月1日 - 騎師岩田康誠出戰檜山特別，達成第12000場出賽，亦為第25位達成此數字的騎師[55]。
- 7月2日 - 場外投注所「Irumu深川」因停電而暫停營業。
- 7月3日 - 佐賀競馬場旗下的場外投注所因颱風派比安接近而暫停營業。
- 7月4日 - 兩勝三級賽的「Meisho Naruto」退役。
- 7月6日 - 練馬師角居勝彥於本日黎明時因酒駕而於滋賀縣草津市內被警察以違反道路交通法即場逮捕，日本中央競馬會隨即召開裁決委員會，決定將角居即時停職，其所管理的馬匹臨時轉往中竹和也馬房。同日，2015年全日本兩歲優駿冠軍「Sound Sky」退役[56]。另外，園田競馬場因暴雨導致馬匹運送困難而取消賽事。
- 7月7日 - 高知競馬場因為暴雨造成的跑道狀態惡化而將賽事推遲至7月9日舉行[57]。
- 7月8日 - 高知競馬場因為暴雨造成的跑道狀態惡化而將賽事推遲至7月10日舉行。
- 7月9日 - 場外投注所「DASH吳」因惡劣天氣暫停營業。
- 7月11日 - 上年度百花盃冠軍「Fan Dii Na」退役。同日，日本中央競馬會裁決委員會決定判罰於5月28日因涉嫌妨礙業務被逮捕的48歲男性訓練助手禁止參與賽馬活動5年。
- 7月13日 - 上年度香港瓶季軍「東瀛羅勒」轉籍澳洲。
- 7月20日 - 上年度育馬者金盃冠軍「My Tity」退役。
- 7月22日 - 函館競馬場第9場賽事出現爆冷，「連贏」的1584.4倍及「單T」的8267.3倍均打破函館記錄。同日，莫詩度錦標於法國邁松拉菲特馬場舉行，出戰的「聰慧型」取得冠軍。
- 7月25日 - 2016年小倉紀念冠軍「Crans Montana」及2016年杜拜草地大賽冠軍「不撓真鋼」退役[58][59]。
- 7月28日 - 騎師幸英明出戰小倉競馬場第9場賽事，達成第19000場出賽，亦為第6位達成此數字的騎師，更為最快及最年輕的達成者[60]。同日，日本中央競馬會因颱風雲雀接近而取消小倉競馬場的晚間早盤投注[61]。
- 7月31日 - 騎師齋藤雄一、渡邊博文及三村展久掛鞭，齋藤將會成為練馬師。
- 8月1日 - 日本中央競馬會公佈2019年騎師及練馬師考試的更改，練馬師合格者之牌照生效日期將由3月1日更改為1月1日。而考慮現役騎師之牌照失效日期為2月下旬，日本中央競馬會允許於練馬師考試中合格的現役騎師自行選擇生效日期為1月1日或3月1日，若其選擇1月1日，則騎師牌照將提早於上年度的12月31日失效[62]。
- 8月2日 - 2014年札幌兩歲錦標冠軍「Bright Emblem」退役[63]。
- 8月6日 - 騎師的場文男勝出紅縞瑪瑙特別，達成第7151場地方頭馬，追平佐佐木竹見的記錄[64]。
- 8月11日 - 宇宙賞及STV賞金均由門別競馬場所屬馬勝出，為繼2006年10月1日以來再由地方所屬馬1日內於中央競馬場取得2勝，更為首次達成連勝。
- 8月12日 - 騎師的場文男勝出大井競馬場第5場賽事，達成第7152場地方頭馬，打破日本記錄。
- 8月19日 - 騎師藤田菜七子於本日新潟競馬場贏得2場頭馬，達成第34場頭馬，追平牧原由貴子的女騎師頭馬記錄。
- 8月23日 - 2015年夢幻錦標冠軍「Candy Barows」退役。
- 8月24日 - 2016年新西蘭盃冠軍「Dantsu Prius」及2016年花仙錦標冠軍「Cecchino」退役。同日，日本中央競馬會因強颱風蘇力接近而取消札幌競馬場的晚間早盤投注。
- 8月25日 -騎師藤田菜七子勝出 新潟競馬場第12場賽事，達成第35場頭馬及年間第15場頭馬，打破女騎師頭馬記錄，亦刷新由自身保持的女騎師年間最多頭馬記錄。
- 8月26日 - 「Black Runner」勝出小倉競馬場第8場賽事，「大洋船」子嗣達成第1300場頭馬，亦為第9匹達成此成就的種馬[65]。
- 8月29日 - 2016年中京紀念「Garibaldi」轉籍地方[66]。
- 8月31日 - 2015年NHK一哩賽冠軍「Clarity Sky」、上年度京都跳欄賽冠軍「Madrid Cafe」及2015年日本育馬場盃雌馬經典賽冠軍「哥連寶莉」退役[67][68][69]。
- 9月1日 - 「Red Exceed」勝出小倉競馬場第7場次賽事，「大震撼」子嗣達成第1700場頭馬，亦為第5匹達成此成就的種馬，更為最快的達成者[70]。
- 9月2日 - 「Four Hundred」勝出釧路濕原特別，「黃金旅程」子嗣達成第1000場頭馬，亦為第20匹達成此成就的種馬[71]。
- 9月4日 - 練馬師飯田幸雄退役。
- 9月5日 - 兩勝二級賽的「疾風之夢」退役，2015年「五車二」錦標冠軍「菊花風暴」轉籍地方[72]。
- 9月6日 - 四勝分級賽的「山勝最強」退役。
- 9月7日 - 園田競馬場因為投注系統出現故障而取消賽事[73]。
- 9月9日 - 韓國國際賽事於韓國首爾馬場舉行，出戰韓國短途錦標的「爵士藍調」取得冠軍、出戰韓國盃的「霧都」取得冠軍。
- 9月15日 - 騎師内田博幸出戰中山競馬場第9場賽事，達成第10000場出賽，亦為第35位達成此數字的騎師[74]。
- 9月17日 - 「Daiwa Gabin」勝出中山競馬場第12場賽事，「大震撼」子嗣達成第1712場頭馬，為日本種馬中排名第四[75]。
- 9月19日 - 2016年海洋錦標冠軍「榮進神射」轉籍地方[76]。同日，騎師的場文男策騎「Stern Glanz」勝出東京紀念，以62歲12日之齡刷新由自身保持的地方分級賽最年長優勝騎師記錄，亦以連續38年勝出地方分級賽刷新記錄。另外，由埼玉縣浦和競馬組合管理、位於埼玉縣埼玉市綠區的野田訓練中心之馬伕宿舍發生火災，建築全部燒毀，所幸未有任何人及賽駒受傷。
- 9月20日 - 2016年春季錦標「洛森山」退役。同日，岩手縣競馬組合因應近期禁藥事件頻生而決定採取賽前檢查，賽駒需對禁藥呈陰性反應才可出賽。
- 9月22日 - 上年度五車二錦標冠軍「競賽神駟」退役[77]。同日，騎師池添謙一出戰阪神競馬場第5場賽事，達成第12000場出賽，亦為第26位達成此數字的騎師[78]。另外，2016年東海錦標亞軍「Monde Classe」轉籍地方[79]。
- 9月23日 - 騎師武士澤友治出戰中山競馬場第6場賽事，達成第10000場出賽，亦為第36位達成此數字的騎師[80]。
- 9月25日 - 騎師宮下康一掛鞭[81]。

### 10月-12月
- 10月8日 - 騎師石橋脩出戰東京競馬場第6場賽事，達成第10000場出賽，亦為第37位達成此數字的騎師。同日，「WIN5」共有56058注押中，6050日圓的派彩為歷史最低[82]。另外，2016年埼玉盃冠軍「Sorte」退役。
- 10月10日 - 2015年有馬紀念冠軍「黃金伶人」及兩勝三級賽的「Seewind」退役[83][84]。
- 10月11日 - 本年度莫詩度錦標冠軍「聰慧型」及前者遠征法國時的陪同馬「大拱門」均轉籍法國[85][86]。
- 10月12日 - 練馬師青木達彥退役[87]。
- 10月13日 - 騎師山田敬士出戰新潟競馬第6場賽事時候因誤認賽事距離而於第一次通過終點後隨即收慢座騎，日本中央競馬會裁決委員會判處其停賽至翌日，而其本人亦選擇退賽10月16日的見習騎師系列賽川崎預賽，由橫山武史遞補[88]。
- 10月14日 - 埼玉縣浦和競馬組合及千葉縣競馬組合發表共同聲名，指出1匹隸屬浦和競馬場並於10月2日在船橋競馬場出賽的賽駒被驗出禁藥普鲁卡因，事後隨即判處賽駒失格並對其練馬師小久保智馬房的所有賽駒進行檢查[89]。
- 10月19日 - 連霸一哩冠軍南部盃的「Best Warrior」退役[90]。
- 10月21日 - 新潟競馬場第12場賽事出現爆冷，「單T」的27097.2倍賠率打破新潟記錄[91]。
- 10月24日 - 2015年妖精錦標冠軍「Not Formal」退役[92]。
- 26日 - 上年度中京紀念冠軍「勝者行」因右前腳球節剝離性骨折而退役。
- 10月31日 - 練馬師高田豐治退役。
- 11月1日 - 本年度中京紀念冠軍「大倫敦」退役。同日，北海道兩歲優駿所有賽駒衝過終點後，賽會透過照片判定「Win Tafel」跑獲第一而「Ignacio d'Oro」跑獲第二並確定派彩，然而6分鐘後賽會判明實際名次應為兩駒倒轉。事件發生後的翌日，北海道輕種馬振興公社隨即召開記者會，對事件表示抱歉[93]。
- 11月2日 - 兩勝三級賽的「Great Pearl」轉籍地方。
- 11月4日 - 騎師的場文男出戰京都競馬場第5場賽事，以62歲1個月29日之齡打破中央賽事出賽騎師最年長記錄[94]。
- 11月7日 - 兩勝一級賽的「聽來真」轉籍地方。同日，日本中央競馬會召開裁決委員會，決定判處此前因酒駕被捕的練馬師角居勝彥及誤判賽事距離的騎師山田敬士分別停職6個月及停賽3個月。
- 11月8日 - 四勝分級賽的「成名遊戲」退役[95]。
- 11月11日 - 本日京都競馬場賽事中出現罕見事件，第1至第11場場次賽事均由外國人騎師勝出，當中莫雷拉勝出包含一級賽女皇伊利沙伯二世盃在內的5場賽事，而杜滿樂及李慕華則各勝出3場賽事。
- 11月13日 - 上年度日本育馬場盃冠軍「Nishiken Mononofu」退役。
- 11月16日 - 騎師的場文男勝出大井競馬場第3場賽事，連續第34年達成年間100場頭馬的成就。
- 11月17日 - 「莎翁劇場」勝出比叡錦標，「夏威夷王」子嗣達成第1758場頭馬，為日本第三高的種馬[96]。
- 11月29日 - 埼玉縣浦和競馬組合表示，於11月23日浦和紀念中的1匹出賽馬被驗出禁藥普魯卡因，和10月2日的賽駒同屬小久保智馬房，處理手法亦大同小異。同日，2014年NHK一哩賽亞軍「Tagano Burg」轉籍地方。
- 11月30日 騎師山本正彥及櫻井拓章掛鞭，均將會成為練馬師，練馬師炭田健二退役。同日，兩勝一級賽的「里見皇冠」退役[97]。
- 12月1日- 騎師李慕華勝出阪神競馬場第12場賽事，達成年間第200場頭馬，亦為第2位達成此數字的騎師[98]。
- 12月5日 - 連霸絲路錦標的「舞蹈總監」及2015年神戶新聞盃冠軍「Lia Fail」退役[99][100]。
- 12月6日 - 四勝分級賽的「里見貴族」退役。
- 12月10日 - 船橋競馬場第1場賽事出現爆冷，「獨贏」的443.7倍及「二重彩」的5928.9倍均打破船橋記錄。
- 12月12日 - 兩勝分級賽的「T M Jinsoku」及連霸京阪盃的「暴君尼祿」退役，2017年中山金盃冠軍「Tsukuba Azuma O」轉籍地方。
- 12月13日 - 佐賀競馬場中1匹正接受訓練的賽駒將鞍上的練馬師甩落並逃走，15分鐘後於佐賀縣鳥栖市內的道路和汽車發生碰撞導致引擎蓋及擋風玻璃損毀，最終練馬師於30分鐘後發現逃走的賽駒並順利將其控制。
- 12月18日 - 上年度日本育馬場盃雌馬經典賽季軍「Rinehart」退役[101]。
- 12月19日 - 六勝三級賽的「Incantation」退役。
- 12月20日 - 兩勝分級賽的「實搏活蹄」轉籍地方。
- 12月21日 - 上年度中山牝馬錦標冠軍「東瀛稱霸」退役。
- 12月22日 - 騎師江田照男出戰中山競馬場第3場賽事，達成第16000場出賽，亦為第11位達成此數字的騎師[102]。
- 12月23日 - 騎師李慕華勝出中山競馬場第1場賽事，年間共獲得44億1730萬日圓獎金，打破武豐於2005年的記錄。同日，「WIN5」無人押中，為2014年11月23日以來的首次，同時獎金餘額的5億9980萬2210日圓亦為第二高。
- 12月26日 - 四勝分級賽的「醒目層次」、連霸短途馬錦標的「彎刀赤駿」、2016年菊花賞及有馬紀念冠軍「里見光鑽」及上年度女皇盃冠軍「新寫實派」退役[103][104]。
- 12月27日 - 本年度人魚錦標冠軍「Andriette」退役。騎師吉村智洋勝出園田競馬場第4場賽事，達成年間第289場頭馬，打破兵庫縣競馬組合所屬騎師年間最多頭馬記錄[105]。
- 12月28日 - 騎師李慕華勝出中山競馬場第6場賽事，達成年間第213場頭馬，打破武豐於2005年的記錄[106]。
- 12月29日 -  東京大賞典投注額為46億3240萬4400日圓，打破地方競馬單場賽事投注額記錄，而大井競馬場全日的79億4389萬4850日圓投注額亦打破地方競馬記錄[107]。

## 各賽事結果

### 中央競馬・平地一級賽
| 賽事名                         | 賽事名                         | 賽事名                         | 優勝馬          | 性齡 | 騎師                         | 練馬師                       | 所屬    |
| 月日                           | 馬場                           | 距離                           | 優勝馬          | 性齡 | 馬主                         | 馬主                         | 時間    |
| ------------------------------ | ------------------------------ | ------------------------------ | --------------- | ---- | ---------------------------- | ---------------------------- | ------- |
| 第35回二月錦標                 | 第35回二月錦標                 | 第35回二月錦標                 | 信子之夢        | 閹6  | 内田博幸                     | 加藤征弘                     | JRA美浦 |
| 2月18日                        | 東京競馬場                     | 泥1600米                       | 信子之夢        | 閹6  | 山田和正                     | 山田和正                     | 1:36.0  |
| 第48回高松宮紀念               | 第48回高松宮紀念               | 第48回高松宮紀念               | 鐵杵成針        | 雄5  | 川田將雅                     | 高橋義忠                     | JRA栗東 |
| 3月25日                        | 中京競馬場                     | 草1200米                       | 鐵杵成針        | 雄5  | 高多芬                       | 高多芬                       | 1:08.5  |
| 第62回大阪盃                   | 第62回大阪盃                   | 第62回大阪盃                   | 文雅之士        | 雄4  | 杜滿萊                       | 莊野靖志                     | JRA栗東 |
| 4月1日                         | 阪神競馬場                     | 草2000米                       | 文雅之士        | 雄4  | NICKS Co Ltd                 | NICKS Co Ltd                 | 1:58.2  |
| 第78回櫻花賞                   | 第78回櫻花賞                   | 第78回櫻花賞                   | 杏目            | 雌3  | 李慕華                       | 國枝榮                       | JRA美浦 |
| 4月8日                         | 阪神競馬場                     | 草1600米                       | 杏目            | 雌3  | Silk Racing Co Ltd           | Silk Racing Co Ltd           | 1:33.1  |
| 第78回皋月賞                   | 第78回皋月賞                   | 第78回皋月賞                   | 金紀元          | 雄3  | 戶崎圭太                     | 藤原英昭                     | JRA栗東 |
| 4月15日                        | 中山競馬場                     | 草2000米                       | 金紀元          | 雄3  | Hidaka Breeders Union Co Ltd | Hidaka Breeders Union Co Ltd | 2:00.8  |
| 第157回春季天皇賞              | 第157回春季天皇賞              | 第157回春季天皇賞              | 七色線          | 雄5  | 岩田康誠                     | 浅見秀一                     | JRA栗東 |
| 4月29日                        | 京都競馬場                     | 草3200米                       | 七色線          | 雄5  | 三田昌宏                     | 三田昌宏                     | 3:16.2  |
| 第23回NHK一哩賽                | 第23回NHK一哩賽                | 第23回NHK一哩賽                | 啟愛航海        | 雄3  | 藤岡佑介                     | 平田修                       | JRA栗東 |
| 5月6日                         | 東京競馬場                     | 草1600米                       | 啟愛航海        | 雄3  | 龜田和弘                     | 龜田和弘                     | 1:32.8  |
| 第13回維多利亞一哩賽           | 第13回維多利亞一哩賽           | 第13回維多利亞一哩賽           | 子夜白光        | 雌5  | 幸英明                       | 西園正都                     | JRA栗東 |
| 5月13日                        | 東京競馬場                     | 草1600米                       | 子夜白光        | 雌5  | G1 Racing Co Ltd             | G1 Racing Co Ltd             | 1:32.3  |
| 第79回優駿牝馬（日本橡樹大賽） | 第79回優駿牝馬（日本橡樹大賽） | 第79回優駿牝馬（日本橡樹大賽） | 杏目            | 雌3  | 李慕華                       | 國枝榮                       | JRA美浦 |
| 5月20日                        | 東京競馬場                     | 草2400米                       | 杏目            | 雌3  | Silk Racing Co Ltd           | Silk Racing Co Ltd           | 2:23.8  |
| 第85回東京優駿（日本打吡）     | 第85回東京優駿（日本打吡）     | 第85回東京優駿（日本打吡）     | 華格納          | 雄3  | 福永祐一                     | 友道康夫                     | JRA栗東 |
| 5月27日                        | 東京競馬場                     | 草2400米                       | 華格納          | 雄3  | 金子真人控股                 | 金子真人控股                 | 2:23.6  |
| 第68回安田紀念                 | 第68回安田紀念                 | 第68回安田紀念                 | 魔族雅谷        | 雄4  | 李慕華                       | 矢作芳人                     | JRA栗東 |
| 6月3日                         | 東京競馬場                     | 草1600米                       | 魔族雅谷        | 雄4  | Capital System               | Capital System               | 1:31.3  |
| 第59回寶塚紀念                 | 第59回寶塚紀念                 | 第59回寶塚紀念                 | 覓奇火箭        | 雄5  | 和田龍二                     | 音無秀孝                     | JRA栗東 |
| 6月24日                        | 阪神競馬場                     | 草2200米                       | 覓奇火箭        | 雄5  | 野田美月                     | 野田美月                     | 2:11.6  |
| 第52回短途馬錦標               | 第52回短途馬錦標               | 第52回短途馬錦標               | 鐵杵成針        | 雄5  | 川田將雅                     | 高橋義忠                     | JRA栗東 |
| 9月30日                        | 中山競馬場                     | 草1200米                       | 鐵杵成針        | 雄5  | 高多芬                       | 高多芬                       | 1:08.3  |
| 第23回秋華賞                   | 第23回秋華賞                   | 第23回秋華賞                   | 杏目            | 雌3  | 李慕華                       | 國枝榮                       | JRA美浦 |
| 10月14日                       | 京都競馬場                     | 草2000米                       | 杏目            | 雌3  | Silk Racing Co Ltd           | Silk Racing Co Ltd           | 1:58.5  |
| 第79回菊花賞                   | 第79回菊花賞                   | 第79回菊花賞                   | 氣自豪          | 雄3  | 李慕華                       | 手塚貴久                     | JRA美浦 |
| 10月21日                       | 京都競馬場                     | 草3000米                       | 氣自豪          | 雄3  | Sunday Racing Co Ltd         | Sunday Racing Co Ltd         | 3:06.1  |
| 第158回秋季天皇賞              | 第158回秋季天皇賞              | 第158回秋季天皇賞              | 金之霸          | 雄4  | 李慕華                       | 藤澤和雄                     | JRA美浦 |
| 10月28日                       | 東京競馬場                     | 草2000米                       | 金之霸          | 雄4  | Carrot Farm Co Ltd           | Carrot Farm Co Ltd           | 1:56.8  |
| 第18回日本育馬場盃短途賽       | 第18回日本育馬場盃短途賽       | 第18回日本育馬場盃短途賽       | 優美躍步        | 雄8  | 李慕華                       | 橋口慎介                     | JRA栗東 |
| 11月4日                        | 京都競馬場                     | 泥1200米                       | 優美躍步        | 雄8  | 前田晉二                     | 前田晉二                     | 1:10.4  |
| 第18回日本育馬場盃經典賽       | 第18回日本育馬場盃經典賽       | 第18回日本育馬場盃經典賽       | 渾身勇氣        | 雄5  | 福永祐一                     | 杉山晴紀                     | JRA栗東 |
| 11月4日                        | 京都競馬場                     | 泥1900米                       | 渾身勇氣        | 雄5  | 瀧本和義                     | 瀧本和義                     | 1:56.7  |
| 第8回日本育馬場盃雌馬經典賽    | 第8回日本育馬場盃雌馬經典賽    | 第8回日本育馬場盃雌馬經典賽    | Ange Desir      | 牝4  | 橫山典弘                     | 昆貢                         | JRA栗東 |
| 11月4日                        | 京都競馬場                     | 泥1800米                       | Ange Desir      | 牝4  | 安原浩司                     | 安原浩司                     | 1:50.4  |
| 第43回女皇伊利沙伯二世盃       | 第43回女皇伊利沙伯二世盃       | 第43回女皇伊利沙伯二世盃       | 雍容白荷        | 牝4  | 莫雷拉                       | 矢作芳人                     | JRA栗東 |
| 11月11日                       | 京都競馬場                     | 草2200米                       | 雍容白荷        | 牝4  | Carrot Farm Co Ltd           | Carrot Farm Co Ltd           | 2:13.1  |
| 第35回一哩冠軍賽               | 第35回一哩冠軍賽               | 第35回一哩冠軍賽               | 絕嶺之峽        | 雄3  | 布宜學                       | 木村哲也                     | JRA美浦 |
| 11月18日                       | 京都競馬場                     | 草1600米                       | 絕嶺之峽        | 雄3  | Sunday Racing Co Ltd         | Sunday Racing Co Ltd         | 1:33.3  |
| 第38回日本盃                   | 第38回日本盃                   | 第38回日本盃                   | 杏目            | 雌3  | 李慕華                       | 國枝榮                       | JRA美浦 |
| 11月25日                       | 東京競馬場                     | 草2400米                       | 杏目            | 雌3  | Silk Racing Co Ltd           | Silk Racing Co Ltd           | 2:20.6  |
| 第19回日本冠軍盃               | 第19回日本冠軍盃               | 第19回日本冠軍盃               | Le Vent Se Leve | 雄3  | 杜滿萊                       | 萩原清                       | JRA美浦 |
| 12月2日                        | 中京競馬場                     | 泥1800米                       | Le Vent Se Leve | 雄3  | G1 Racing Co Ltd             | G1 Racing Co Ltd             | 1:50.1  |
| 第70回阪神兩歲牝馬錦標         | 第70回阪神兩歲牝馬錦標         | 第70回阪神兩歲牝馬錦標         | 野田幻想        | 雌2  | 杜滿樂                       | 中內田充正                   | JRA栗東 |
| 12月9日                        | 阪神競馬場                     | 草1600米                       | 野田幻想        | 雌2  | Danox Co Ltd                 | Danox Co Ltd                 | 1:34.1  |
| 第70回朝日盃未來錦標           | 第70回朝日盃未來錦標           | 第70回朝日盃未來錦標           | 頌讚火星        | 雄2  | 杜滿萊                       | 友道康夫                     | JRA栗東 |
| 12月16日                       | 阪神競馬場                     | 草1600米                       | 頌讚火星        | 雄2  | 近藤利一                     | 近藤利一                     | 1:33.9  |
| 第63回有馬紀念                 | 第63回有馬紀念                 | 第63回有馬紀念                 | 防爆裝束        | 雄3  | 池添謙一                     | 大竹正博                     | JRA美浦 |
| 12月23日                       | 中山競馬場                     | 草2500米                       | 防爆裝束        | 雄3  | Silk Racing Co Ltd           | Silk Racing Co Ltd           | 2:32.2  |
| 第35回希望錦標                 | 第35回希望錦標                 | 第35回希望錦標                 | 農神節慶        | 雄2  | 杜滿萊                       | 中竹和也                     | JRA栗東 |
| 12月28日                       | 中山競馬場                     | 草2000米                       | 農神節慶        | 雄2  | Carrot Farm Co Ltd           | Carrot Farm Co Ltd           | 2:01.6  |

### 中央競馬・跳欄一級賽
| 賽事名             | 賽事名             | 賽事名             | 優勝馬          | 性齡 | 騎師          | 練馬師        | 所屬    |
| 月日               | 馬場               | 距離               | 優勝馬          | 性齡 | 馬主          | 馬主          | 時間    |
| ------------------ | ------------------ | ------------------ | --------------- | ---- | ------------- | ------------- | ------- |
| 第20回中山跳欄大賽 | 第20回中山跳欄大賽 | 第20回中山跳欄大賽 | 長山之馬        | 雄7  | 石神深一      | 和田正一郎    | JRA美浦 |
| 4月14日            | 中山競馬場         | 障4250米           | 長山之馬        | 雄7  | Chosan Co Ltd | Chosan Co Ltd | 4:43.0  |
| 第141回中山大障礙  | 第141回中山大障礙  | 第141回中山大障礙  | Nihonpiro Baron | 雄8  | 石神深一      | 田所秀孝      | JRA栗東 |
| 12月22日           | 中山競馬場         | 障4100米           | Nihonpiro Baron | 雄8  | 小林百太郎    | 小林百太郎    | 4:40.8  |

### 地方競馬・一級賽
| 賽事名               | 賽事名               | 賽事名               | 優勝馬          | 性齡 | 騎師               | 練馬師             | 所屬    |
| 月日                 | 馬場                 | 距離                 | 優勝馬          | 性齡 | 馬主               | 馬主               | 時間    |
| -------------------- | -------------------- | -------------------- | --------------- | ---- | ------------------ | ------------------ | ------- |
| 第67回川崎紀念       | 第67回川崎紀念       | 第67回川崎紀念       | 渾身勇氣        | 雄5  | 福永祐一           | 目野哲也           | JRA栗東 |
| 1月31日              | 川崎競馬場           | 泥2100米             | 渾身勇氣        | 雄5  | 瀧本和義           | 瀧本和義           | 2:14.9  |
| 第30回柏市紀念       | 第30回柏市紀念       | 第30回柏市紀念       | 金色夢          | 雄5  | 李慕華             | 平田修             | JRA栗東 |
| 5月2日               | 船橋競馬場           | 泥1600米             | 金色夢          | 雄5  | 吉田勝己           | 吉田勝己           | 1:39.2  |
| 第41回帝王賞         | 第41回帝王賞         | 第41回帝王賞         | 金色夢          | 雄5  | 李慕華             | 平田修             | JRA栗東 |
| 6月27日              | 大井競馬場           | 泥2000米             | 金色夢          | 雄5  | 吉田勝己           | 吉田勝己           | 2:04.2  |
| 第20回日本泥地打吡   | 第20回日本泥地打吡   | 第20回日本泥地打吡   | Le Vent Se Leve | 雄3  | 杜滿萊             | 萩原清             | JRA美浦 |
| 7月11日              | 大井競馬場           | 泥2000米             | Le Vent Se Leve | 雄3  | G1 Racing Co Ltd   | G1 Racing Co Ltd   | 2:05.8  |
| 第31回一哩冠軍南部盃 | 第31回一哩冠軍南部盃 | 第31回一哩冠軍南部盃 | Le Vent Se Leve | 雄3  | 杜滿萊             | 萩原清             | JRA美浦 |
| 10月8日              | 盛岡競馬場           | 泥1600米             | Le Vent Se Leve | 雄3  | G1 Racing Co Ltd   | G1 Racing Co Ltd   | 1:35.3  |
| 第69回全日本兩歲優駿 | 第69回全日本兩歲優駿 | 第69回全日本兩歲優駿 | Nova Lenda      | 雄2  | 北村友一           | 斉藤崇史           | JRA栗東 |
| 12月19日             | 川崎競馬場           | 泥1600米             | Nova Lenda      | 雄2  | Carrot Farm Co Ltd | Carrot Farm Co Ltd | 1:42.8  |
| 第64回東京大賞典     | 第64回東京大賞典     | 第64回東京大賞典     | Omega Perfume   | 雄3  | 杜滿萊             | 安田翔伍           | JRA栗東 |
| 12月29日             | 大井競馬場           | 泥2000米             | Omega Perfume   | 雄3  | 原禮子             | 原禮子             | 2:05.9  |

### 輓馬・一級賽
| 賽事名             | 賽事名             | 賽事名             | 優勝馬         | 性齢 | 騎手       | 調教師     | 所屬   |
| 月日               | 馬場               | 距離               | 優勝馬         | 性齢 | 馬主       | 馬主       | 時間   |
| ------------------ | ------------------ | ------------------ | -------------- | ---- | ---------- | ---------- | ------ |
| 第40回帶廣紀念     | 第40回帶廣紀念     | 第40回帶廣紀念     | Koshu Haunkai  | 雄8  | 藤本匠     | 松井浩文   | 帶廣   |
| 1月2日             | 帶廣競馬場         | 輓200米            | Koshu Haunkai  | 雄8  | 秋田忍     | 秋田忍     | 2:15.9 |
| 第11回天馬賞       | 第11回天馬賞       | 第11回天馬賞       | Marumi Gokai   | 雄5  | 藤本匠     | 槻館重人   | 帶廣   |
| 1月3日             | 帯廣競馬場         | 輓200米            | Marumi Gokai   | 雄5  | 宮本康弘   | 宮本康弘   | 1:50.6 |
| 第49回Irene紀念    | 第49回Irene紀念    | 第49回Irene紀念    | Kanesa Taima O | 雄3  | 藤野俊一   | 松井浩文   | 帶廣   |
| 3月4日             | 帯廣競馬場         | 輓200米            | Kanesa Taima O | 雄3  | 秋田忍     | 秋田忍     | 2:08.3 |
| 第50回輓馬紀念     | 第50回輓馬紀念     | 第50回輓馬紀念     | Oreno Kokoro   | 雄8  | 鈴木惠介   | 槻館重人   | 帶廣   |
| 3月25日            | 帶廣競馬場         | 輓200米            | Oreno Kokoro   | 雄8  | 大森勝廣   | 大森勝廣   | 3:59.3 |
| 第30回輓馬大獎賽   | 第30回輓馬大獎賽   | 第30回輓馬大獎賽   | Oreno Kokoro   | 雄8  | 鈴木惠介   | 槻館重人   | 帶廣   |
| 8月12日            | 帶廣競馬場         | 輓200米            | Oreno Kokoro   | 雄8  | 大森勝廣   | 大森勝廣   | 2:05.5 |
| 第43回輓馬橡樹大賽 | 第43回輓馬橡樹大賽 | 第43回輓馬橡樹大賽 | Miss Takashima | 雌3  | 鈴木惠介   | 槻館重人   | 帶廣   |
| 12月2日            | 帶廣競馬場         | 輓200米            | Miss Takashima | 雌3  | 永井進     | 永井進     | 1:55.6 |
| 第47回輓馬打吡     | 第47回輓馬打吡     | 第47回輓馬打吡     | Almond Gunshin | 閹3  | 阿部武臣   | 小林長吉   | 帶廣   |
| 12月23日           | 帶廣競馬場         | 輓200米            | Almond Gunshin | 閹3  | 下内美繪子 | 下内美繪子 | 1:50.0 |

### 海外勝利
| 賽事名            | 賽事名            | 賽事名            | 賽事名            | 優勝馬   | 性齡 | 騎師            | 練馬師          | 所屬    |
| 月日              | 國家              | 馬場              | 距離              | 優勝馬   | 性齡 | 馬主            | 馬主            | 時間    |
| ----------------- | ----------------- | ----------------- | ----------------- | -------- | ---- | --------------- | --------------- | ------- |
| 第41屆莫詩度錦標  | 第41屆莫詩度錦標  | 第41屆莫詩度錦標  | 第41屆莫詩度錦標  | 聰慧型   | 雄4  | 武豐            | 松永幹夫        | JRA栗東 |
| 7月22日           | 法國              | 邁松拉菲特馬場    | 草1600米          | 聰慧型   | 雄4  | Kieffers Co Ltd | Kieffers Co Ltd | 1:37.62 |
| 第3屆韓國短途錦標 | 第3屆韓國短途錦標 | 第3屆韓國短途錦標 | 第3屆韓國短途錦標 | 爵士藍調 | 雄6  | 藤井勘一郎      | 石坂正          | JRA栗東 |
| 9月9日            | 南韓              | 首爾馬場          | 泥1200米          | 爵士藍調 | 雄6  | 馬場幸夫        | 馬場幸夫        | 1:11.5  |
| 第2屆韓國盃       | 第2屆韓國盃       | 第2屆韓國盃       | 第2屆韓國盃       | 霧都     | 雄5  | 岩田康誠        | 牧田和彌        | JRA栗東 |
| 9月9日            | 南韓              | 首爾馬場          | 泥1800米          | 霧都     | 雄5  | 薪浦亨          | 薪浦亨          | 1:50.6  |

### 騎師邀請賽
| 賽事名                       | 賽事名                       | 冠軍      | 所屬       |
| 月日                         | 馬場                         | 冠軍      | 所屬       |
| ---------------------------- | ---------------------------- | --------- | ---------- |
| 第32回全日本新人王爭霸戰     | 第32回全日本新人王爭霸戰     | 加藤聰一  | 名古屋     |
| 1月23日                      | 高知競馬場                   | 加藤聰一  | 名古屋     |
| 第16回佐佐木竹見盃騎師大獎賽 | 第16回佐佐木竹見盃騎師大獎賽 | 矢野貴之  | 南關東大井 |
| 1月30日                      | 川崎競馬場                   | 矢野貴之  | 南關東大井 |
| 2018地方競馬騎師冠軍賽外卡賽 | 2018地方競馬騎師冠軍賽外卡賽 | 村上忍    | 岩手水澤   |
| 5月20日                      | 佐賀競馬場                   | 吉原寛人  | 金澤       |
| 2018地方競馬騎師冠軍賽       | 2018地方競馬騎師冠軍賽       | 桑村真明  | 門別       |
| 6月3及7月18日                | 盛岡競馬場及浦和競馬場       | 桑村真明  | 門別       |
| 日本騎師盃2018               | 日本騎師盃2018               | Team JRA  | JRA        |
| 7月16日                      | 盛岡競馬場                   | Team JRA  | JRA        |
| 回歸騎師盃                   | 回歸騎師盃                   | 鮫島克也  | 佐賀       |
| 8月5日                       | 佐賀競馬場                   | 鮫島克也  | 佐賀       |
| 2018世界星級騎師大賽         | 2018世界星級騎師大賽         | 李慕華    | JRA栗東    |
| 8月25及26日                  | 札幌競馬場                   | 李慕華    | JRA栗東    |
| 2018世界星級騎師大賽隊伍賽   | 2018世界星級騎師大賽隊伍賽   | JRA選拔隊 | JRA        |
| 8月25及26日                  | 札幌競馬場                   | JRA選拔隊 | JRA        |
| 第27回黃金騎師盃             | 第27回黃金騎師盃             | 山口勲    | 佐賀       |
| 9月7日                       | 園田競馬場                   | 山口勲    | 佐賀       |
| 第10回UFOKK騎師競走          | 第10回UFOKK騎師競走          | 西川敏弘  | 高知       |
| 10月13日                     | 高知競馬場                   | 西川敏弘  | 高知       |
| 女騎師勝利系列賽2018         | 女騎師勝利系列賽2018         | 木之前葵  | 名古屋     |
| 10月7日、28日及11月15日      | 名古屋競馬場                 | 木之前葵  | 名古屋     |
| 2018見習騎師系列賽           | 2018見習騎師系列賽           | 櫻井光輔  | 南關東川崎 |
| 全年舉行                     |                              | 櫻井光輔  | 南關東川崎 |

## 馬匹獎項

### JRA賞
- 馬：杏目（雌3、美浦・國枝榮馬房）
- 最佳2歲雄馬：頌讚火星（雄2、栗東、友道康夫馬房）
- 最佳2歲雌馬：野田幻想（雌2、栗東・中内田充正馬房）
- 最佳3歲雄馬：防爆裝束（雄3、美浦・大竹正博馬房）
- 最佳3歲雌馬：杏目（雌3、美浦・國枝榮馬房）
- 最佳4歲及以上雄馬：金之霸（雄4、美浦・藤澤和雄馬房）
- 最佳4歲及以上雌馬：雍容白荷（雌4、栗東・矢作芳人馬房）
- 最佳短途馬：鐵杵成針（雄5、栗東・高橋義忠馬房）
- 最佳泥地馬：Le Vent Se Leve（雄3、美浦・萩原清馬房）
- 最佳跳欄馬：長山之馬（雄7、美浦・和田正一郎馬房）

### NAR大獎
- 馬王：Kitasan Mikazuki（雄8、船橋・佐藤賢二馬房）
- 最佳2歲雄馬：Ignacio d'Oro（雄2、門別・角川秀樹馬房）
- 最佳2歲雌馬：Arc Vigorous（雌2、大井・嶋田幸晴馬房）
- 最佳3歲雄馬：Crystal Silver（雄3、大井・村上賴馬房）
- 最佳3歲雌馬：Gold Patek（雌3、川崎・岩本洋馬房）
- 最佳4歲及以上雄馬：Kitasan Mikazuki（雄8、船橋・佐藤賢二馬房）
- 最佳4歲及以上雌馬：Dear Maruko（雄4、高知・那俄性哲也馬房）
- 最佳短途馬：Kitasan Mikazuki（雄8、船橋・佐藤賢二馬房）
- 最佳草地馬：笑瞼迎人（雄5、門別・田中淳司馬房）
- 最佳輓馬：Oreno Kokoro（雄8、帶廣・槻館重人馬房）
- 泥地分級賽特別賞：Le Vent Se Leve（雄3、美浦・萩原清馬房）
- 特別表彰：South Vigorous（退役馬）

## 人物獎項

### JRA賞
- 冠軍練馬師：藤原英昭（栗東、58勝）
- 最高勝率練馬師：木村哲也（美浦、21.5%勝率）
- 最高獎金練馬師：友道康夫（栗東、17億7300萬2100日圓獎金）
- 優秀技術練馬師：木村哲也（美浦）
- 冠軍騎師：李慕華（栗東・自由身、215勝）
- 關東冠軍騎師：戶崎圭太（美浦・田島俊明馬房、171勝）
- 關西冠軍騎師：李慕華（栗東・自由身、215勝）
- 最高勝率騎師：李慕華（栗東・自由身、27.8%勝率）
- 最高獎金騎師：李慕華（栗東・自由身、50億7551萬300日圓獎金）
- 騎師大賞：李慕華（栗東・自由身）
- 最有價值騎師：李慕華（栗東・自由身、50點數）
- 冠軍跳欄賽騎師：五十嵐雄祐（美浦・自由身、13勝利）
- 冠軍新人騎師：從缺
- 特別賞：武豐（栗東・自由身）

### NAR大獎
- 冠軍練馬師：打越勇兒（高知、197勝）
- 最高獎金練馬師：佐藤賢二（船橋、3億2494萬4000日圓獎金）
- 最高勝率練馬師：川西毅（名古屋、31.2%勝率）
- 殊勳練馬師獎：從缺
- 冠軍騎師：吉村智洋（園田・飯田良弘馬房、296勝）
- 最高獎金騎師：森泰斗（船橋・松代真馬房→船橋・山中尊德馬房→船橋・自由身、10億766萬6500日圓獎金）
- 最高勝率騎師：山口勲（佐賀・東真市馬房、32.4%勝率）
- 優秀新人騎師：渡邊龍也（笠松・笹野博司馬房）
- 優秀女性騎師：宮下瞳（名古屋・竹口勝利馬房）
- 最佳運動精神獎：赤岡修次（高知・田中守馬房）
- 殊勳騎師獎：從缺
- 特別賞：的場文男（大井・自由身）、村上忍（水澤・村上實馬房）

### 文部科學大臣體育功勞者表彰
- 表彰者：尾形充弘（美浦）、二之宮敬宇（美浦）、的場文男（大井・自由身）

### 日本職業體育大賞
- 功勞賞：李慕華（栗東・自由身）、赤岡修次（高知・田中守馬房）
- 新人賞：川又賢治（栗東・森秀行馬房）、落合玄太（門別・田中淳司馬房）
- 特別賞：武豐（栗東・自由身）

## 頭馬達成記錄

### 騎師
首勝
- 文力威（東京、2月11日）
- 大山真吾（阪神、2月24日）※僅計算中央頭馬
- 西村淳也（阪神、3月31日）
- 山田敬士（福島、4月14日）
- 石堂響（園田、4月17日）
- 出水拓人（佐賀、4月22日）
- 岩本怜（盛岡、4月30日）
- 北野壹哉（大井、4月30日）
- 落合玄太（門別、5月3日）
- 沈駱士（名古屋、5月3日）
- 吉井章（大井、5月11日）
- 莫雷拉（大井、7月31日）※僅計算地方頭馬
- 艾道拿（小倉、8月4日）
- 服部壽希（阪神、9月8日）
- 莫艾誠（中山、12月15日）
- 仲原大生（大井、12月25日）
- 松木大地（中山、12月28日）※僅計算中央頭馬

100勝
- 林謙佑（高知、1月17日）
- 伊藤工真（中京、1月27日）
- 中井裕二（阪神、4月1日）
- 水野翔（笠松、4月27日）
- 鈴木祐（盛岡、6月4日）
- 小崎綾也（函館、7月14日）
- 服部大地（金澤、7月24日）
- 山本聰紀（船橋、8月10日）
- 妹尾浩一朗（高知、9月2日）
- 莫雷拉（京都、11月11日）※僅計算中央頭馬
- 柴田勇真（金澤、11月25日）
- 渡邊龍也（笠松、12月12日）

200勝
- 村上弘樹（名古屋、4月19日）
- 增田充宏（浦和、4月27日）
- 山田雄大（園田、7月18日）
- 山下雅之（笠松、9月5日）
- 加藤聰一（名古屋、11月2日）

300勝
- 江川伸幸（川崎、2月4日）
- 川島信二（阪神、3月3日）
- 酒井學（阪神、3月24日）
- 橋本直哉（浦和、5月31日）
- 中島龍也（金澤、7月3日）
- 木之前葵（名古屋、10月10日）

400勝
- 丸山元氣（福島、4月8日）
- 津村明秀（福島、6月30日）
- 瀧川壽希也（大井、8月12日）

500勝
- 笹川翼（川崎、3月2日）
- 中野省吾（大井、3月5日）
- 尾崎章生（名古屋、5月4日）
- 本田正重（浦和、5月29日）
- 松山弘平（阪神、6月16日）
- 藤岡康太（阪神、9月23日）
- 竹村達也（園田、10月26日）

600勝
- 北村友一（函館、7月1日）
- 山田祥雄（名古屋、7月6日）
- 石橋脩（福島、7月22日）
- 松井伸也（門別、8月30日）

700勝
- 藤岡佑介（函館、6月24日）
- 青柳正義（金澤、7月1日）
- 別府真衣（高知、9月17日）

800勝
- 町田直希（川崎、3月1日）
- 松岡正海（札幌、9月2日）
- 本橋孝太（船橋、10月5日）
- 吉田隼人（福島、11月3日）
- 藤原幹生（笠松、11月23日）

900勝
- 濱中俊（東京、2月4日）
- 戶崎圭太（新潟、8月18日）
- 李慕華（東京、10月13日）
- 杜滿萊（京都、10月14日）
- 畑中信司（金澤、10月14日）

1000勝
- 佐原秀泰（高知、2月7日）
- 矢野貴之（大井、2月22日）
- 柿原翔（名古屋、3月2日）
- 吉田晃浩（金澤、4月10日）
- 池田敏樹（笠松、6月29日）
- 桑村真明（門別、7月31日）
- 今井貴大（名古屋、12月20日）
- 筒井勇介（笠松、12月30日）

1100勝
- 池添謙一（新潟、8月26日）

1200勝
- 山崎誠士（川崎、1月4日）
- 川田將雅（中京、7月8日）
- 和田龍二（阪神、9月22日）

1300勝
- 繁田健一（大井、3月8日）
- 幸英明（京都、4月28日）
- 石崎駿（船橋、7月26日）
- 北村宏司（JRA新潟、8月12日）

1500勝
- 宮川實（高知、1月16日）
- 岩田康誠（函館、7月15日）
- 吉村智洋（園田、8月17日）
- 丹羽克輝（名古屋、8月31日）
- 山本聰哉（盛岡、9月17日）
- 佐藤友則（笠松、12月30日）

1600勝
- 吉留孝司（浦和、3月22日）
- 大畑雅章（名古屋、7月5日）

1900勝
- 左海誠二（浦和、10月25日）

2000勝
- 宮崎光行（門別、7月11日）
- 永島太郎（門別、8月8日）
- 真島大輔（川崎、10月15日）
- 坂井英光（大井、11月12日）

2100勝
- 宇都英樹（名古屋、2月16日）
- 五十嵐冬樹（門別、6月6日）
- 福永祐一（中京、6月30日）

2200勝
- 吉原寛人（金沢、6月12日）

2300勝
- 森泰斗（船橋、7月24日）

2400勝
- 兒島真二（佐賀、2月24日）
- 丸野勝虎（名古屋、8月8日）

2500勝
- 蛯名正義（東京、5月13日）
- 下原理（園田、8月9日）
- 鈴木惠介（帶廣、12月23日）

2700勝
- 横山典弘（JRA中山、3月25日）
- 東川公則（笠松、7月13日）
- 戶部尚実（笠松、9月20日）

3000勝
- 村上忍（水澤、1月8日）

3400勝
- 向山牧（笠松、8月17日）

3500勝
- 岡部誠（名古屋、8月28日）
- 赤岡修次（園田、9月28日）

3700勝
- 田中学（園田、9月20日）

4000勝
- 武豐（JRA阪神、9月29日）

5300勝
- 川原正一（園田、3月14日）

7100勝
- 的場文男（船橋、3月15日）

### 練馬師
首勝
- 田中淳司（東京、1月28日）※僅計算中央頭馬
- 武幸四郎（阪神、3月3日）
- 安田翔伍（阪神、3月4日）
- 田中博康（中京、3月25日）
- 高柳大輔（阪神、4月8日）
- 和田勇介（中山、4月15日）
- 佐佐木國明（門別、4月25日）
- 武英智（京都、5月12日）
- 秋田大助（門別、6月6日）
- 林徹（函館、7月1日）
- 大宮和也（大井、8月2日）
- 齋藤雄一（水澤、8月19日）
- 米谷康秀（船橋、10月1日）
- 木村健（園田、10月10日）
- 野口寛仁（浦和、10月22日）
- 沼澤英知（門別、11月8日）

100勝
- 新開幸一（中山、1月21日）
- 加藤誠一（川崎、1月30日）
- 小澤宏次（浦和、2月16日）
- 粕谷昌央（中山、3月4日）
- 張田京（船橋、5月3日）
- 今野貞一（京都、5月19日）
- 山崎裕也（川崎、6月12日）
- 佐藤裕太（船橋、6月20日）
- 松山將樹（JRA東京、6月23日）
- 福永敏（大井、6月26日）
- 大和田成（新潟、8月12日）
- 金成貴史（中山、9月16日）
- 高橋亮（阪神、10月2日）
- 今井輝和（川崎、10月17日）
- 渡邊貴光（浦和、10月23日）
- 安部幸夫（名古屋、11月26日）

200勝
- 高木登（阪神、3月4日）
- 大竹正博（中山、3月4日）
- 梅田智之（新潟、5月13日）
- 林隆之（川崎、6月12日）
- 吉田直弘（函館、7月7日）
- 莊野靖志 (函館、7月15日）
- 鈴木義久（川崎、7月23日）
- 安田武廣（門別、10月2日）
- 北出成人（阪神、10月2日）
- 佐藤厚弘（浦和、10月23日）
- 西橋豐治（京都、11月10日）
- 清水久詞（阪神、12月16日）

300勝
- 八木正喜（川崎、4月4日）
- 須貝尚介（東京、6月16日）
- 平田修（函館、7月14日）
- 水野善太（笠松、9月20日）
- 松永幹夫（中山、9月23日）
- 小野望（門別、10月23日）
- 倉地學（名古屋、10月31日）
- 齋藤誠（東京、11月10日）
- 宮本博（阪神、12月22日）
- 海馬澤司（浦和、12月24日）

400勝
- 西浦勝一（福島、4月8日）
- 石井勝男（船橋、9月3日）
- 佐佐木功（船橋、9月3日）
- 川村守男（浦和、11月20日）
- 椎名廣明（川崎、11月29日）
- 伊藤勝好（笠松、12月11日）

500勝
- 堀宣行（中山、3月3日）
- 新井清重（船橋、4月12日）
- 荒山勝德（大井、4月16日）
- 井手上慎一（名古屋、6月8日）
- 柏木一夫（大井、7月10日）
- 中竹和也（福島、11月11日）

600勝
- 本名信行（名古屋、5月4日）
- 石坂正（京都、5月5日）
- 池江泰壽（東京、5月26日）
- 地辺幸一（名古屋、6月21日）
- 齊藤敏（船橋、7月26日）
- 廣森久雄（門別、10月10日）
- 松本隆宏（門別、10月31日）
- 笹野博司（笠松、11月8日）
- 田口輝彦（笠松、12月14日）

700勝
- 安田隆行（JRA阪神、3月25日）
- 藤崎一人（名古屋、5月2日）
- 佐佐木仁（川崎、7月20日）
- 林正人（船橋、10月4日）

800勝
- 國枝榮（JRA中山、1月7日）
- 矢野義幸（船橋、1月15日）
- 尾形充弘（JRA中山、2月24日）
- 井上哲（名古屋、7月6日）
- 山中輝久（笠松、7月13日）
- 高月賢一（川崎、9月11日）
- 林和弘（門別、10月4日）
- 坂口義幸（名古屋、12月21日）

900勝
- 佐藤賢二（船橋、10月4日）

1000勝
- 田中淳司（門別、10月9日）

1100勝
- 内田勝義（川崎、1月5日）

1200勝
- 塚田隆男（名古屋、2月26日）
- 角川秀樹（門別、8月16日）
- 小久保智（川崎、11月28日）

1300勝
- 竹下直人（名古屋、1月16日）
- 法理勝弘（笠松、3月20日）

1400勝
- 藤澤和雄（JRA福島、6月30日）

1500勝
- 鈴木邦哉（帶廣、2月11日）
- 堂山芳則（門別、5月16日）
- 川西毅（名古屋、12月19日）

1900勝
- 伊藤強一（笠松、10月3日）

2000勝
- 田中守（高知、6月3日）

2400勝
- 藤崎一男（名古屋、10月30日）

3000勝
- 松木啟助（高知、11月17日）

3200勝
- 角田輝也（名古屋、10月24日）

## 出生

### 馬匹
本年誕生的馬匹為2021年經典世代
- 1月23日 - 英女皇塔
- 1月26日 - 粉紅巨鑽
- 1月27日 - 安身立命[108]
- 1月29日 - 野田小子[109]
- 1月31日 - 錦城妙事
- 2月3日 - 逐天時
- 2月4日 - 攻必勝[110]
- 2月8日 - Alain Barows
- 2月10日 - 領銜[111]
- 2月11日 - Tomiken Shairi
- 2月12日 - 好森林
- 2月15日 - 幻蹤黑豹、清爽口味[112]
- 2月19日 - 星光速
- 2月21日 - Cool Cat、指環魔力
- 2月23日 - 齊叫好、Solo Unit、Shamal
- 2月26日 - 里見女尊、十歡薔薇[109]
- 2月27日 - 突襲行動
- 2月28日 - 炫白星飛、So Valiant
- 3月1日 - Luxon
- 3月2日 - 適度
- 3月4日 - 前人足跡[113]
- 3月5日 - 大怪奇、帝王級[114]
- 3月6日 - 麗彩帶
- 3月7日 - 極迅加速
- 3月8日 - 純淨之輝[115]、念念
- 3月9日 - 嬌倩
- 3月10日 - 樂透心[116]、Diktaean
- 3月11日 - 煥發嫣紅、靈感莊園
- 3月13日 - Mikki Nuchibana
- 3月17日 - 赤駒創世
- 3月19日 - 優鶴湖、Badenweiler
- 3月23日 - 速度大師[117]
- 3月25日 - 猛獅闊步[118]
- 3月29日 - 圓夢
- 3月31日 - Meisho Murakumo
- 4月1日 - 淺間發威
- 4月4日 - 月上遊
- 4月5日 - 赤紅晨曦
- 4月6日 - 心懷感激、Smasher、妙歌
- 4月7日 - Well Done
- 4月8日 - 金積驥[119]、遊遍汪洋
- 4月10日 - 決志驕驥
- 4月12日 - 緋緋島主[120]
- 4月13日 - 大帝[121]、點火神器[122]
- 4月16日 - 赤鳥之女[123]、Ho O Ixelles
- 4月17日 - 破空極光
- 4月20日 - Castle Top
- 4月24日 - All at Once、尼羅長流
- 4月26日 - Ringoame
- 4月28日 - Ladybug
- 5月1日 - 伽利衛星
- 5月2日 - Icon Tailor
- 5月7日 - 大魔幻師、Kurino Dragon
- 5月8日 - Chuck Nate
- 5月12日 - 吉典娜[124]
- 5月13日 - 好加好
- 5月14日 - 妙發靈機[125]、竹園特快
- 5月15日 - 雙料王
- 5月17日 - 奮飛達
- 5月18日 - 俊彥茶座
- 5月23日 - Trusy
- 6月7日 - 氣勢雄

## 死亡

### 馬匹
- 1月22日 - 北方飛翔
- 2月25日 - Charm Asleep
- 2月26日 - Nehai Caesar
- 3月4日 - South Vigorous
- 3月6日 - 菱將
- 3月9日 - Dr Devious
- 3月19日 - 雷電峽谷
- 4月18日 - 巨人長堤
- 4月27日 - 特別週
- 5月8日 - Suehiro Commander
- 5月17日 - 好歌劇
- 5月20日 - 大鷹犬
- 7月10日 - 御園天王
- 7月12日 - Scarlet Bouquet
- 8月1日 - Solid Platinum
- 8月2日 - 萊茵星馳
- 8月6日 - 得獎者
- 9月6日 - Miss Encore
- 10月13日 - White Carnival
- 10月14日 - 擊鼓通話
- 10月20日 - Brightline
- 12月5日 - 醒目勇士（前稱獵戶星座）
- 12月7日 - Yamanin Paradise、Tenjin Shogun
- 12月14日 - Erimo Harrier
- 12月29日 - 結伴行

### 人物
- 3月27日 - 沖田雅輝（賽馬評論家、馬經「馬新聞・馬」前記者、富士電視台「競馬中繼」前解説員）
- 6月5日 - 中村好夫（前騎師、前練馬師）
- 8月4日 - 津川雅彥（演員、馬主、MBS電台「MBS日曜競馬」主持）
- 8月24日 - 吉行龍穗（練馬師）
- 9月16日 - 山石祐一（冠名為「ニッポー」之馬主）
- 10月17日 - 古川清藏（前棒球員、產經體育前專屬賽馬評論員）
- 11月29日 - 崎山博樹（前騎師、練馬師）
- 12月3日 - 坪正直（前練馬師）
- 12月7日 - 松代真（前騎師、練馬師）
- 12月26日 - 本間光雄（前騎師、練馬師）
- 日期不明 - 南波壽（「South Vigorous」之馬主）